# 一木村
一木村（いちきむら）は、石川県石川郡に存在した村。
村名の由来は、当時、宮丸に一本の松があったことから「木一」と呼ばれていた場所があったことによる。

## 地理
- 現在の白山市の北西、旧・松任市においては中部、松任の中心部（旧・松任町）の南西の隣に位置。
- 当時はウリ、タマネギ、ワラ製品などの生産の他、養鶏も行われていた所もあった。

## 歴史
- 中世 - 宮丸保、米永保の保名が存在した。
- 1889年（明治22年）4月1日 - 町村制の施行により、米永村、宮丸村及び村井村の区域をもって、一木村が発足する。
- 1892年（明治25年） - 村井小学校を一木小学校に名称を変更する。
- 1919年（大正8年） - 耕地整理が完了。
- 1947年（昭和22年） - 村立一木中学校創立。
- 1951年（昭和26年） - 一木中学校が松任中学校（当時は1町7か村組合立）に統合。
- 1954年（昭和29年）11月3日 - 松任町、旭村、中奥村、林中村、一木村、出城村、御手洗村、宮保村、笠間村、柏野村及び石川村が合併して、改めて松任町が発足する。3大字は松任町の町名に継承。
- 現在、一木の名は地区名として、一木公民館、白山警察署一木駐在所などの名に残る。

## 村長
- 田中喜太郎

## 教育
- 一木村立一木小学校
（松任町合併後は松任町立。1962年（昭和37年）4月1日に、御手洗小学校、出城小学校、柏野小学校と統合し、松任町立第二小学校（現・白山市立蕪城小学校）が創立されたため閉校）